# Albert Van Damme
Albert Van Damme, född den 1 december 1940 i Laarne, är en belgisk tidigare crosscyklist som var professionell från cirka 1960 till 1978. Hans främsta merit är världsmästartiteln 1974. Därtill tog han två VM-silver (båda bakom sin landsman och ärkerival Erik De Vlaeminck) och blev belgisk mästare sex gånger.
Van Dammes föräldrar drev en handelsträdgård och i stället för att köra landsvägslopp under vår till höst, arbetade han inom familjeföretaget, vilket han fortsatte med efter att ha avslutat cykelkarriären.
Även brodern, Daniel Van Damme (född 1939), körde cykelcross (han blev bland annat trea vid belgiska mästerskapen 1969/1970 bakom Albert och Roger De Vlaeminck – Erik De Vlaemincks bror).

## Meriter – cykelcross
Världsmästerskapen (som var öppna för både professionella och amatörer till och med 1966) hölls i januari–februari (UCI:s mästerskap följde kalenderåren), medan de belgiska mästerskapen hölls vintersäsongsvis, ibland gich tävlingen i december och ibland i januari–februari – Van Damme vann därför två belgiska mästerskap under kalenderåret 1965 (ett i januari och ett i december).
| SäsongTävling         | 1959 1960 | 1960 1961 | 1961 1962 | 1962 1963 | 1963 1964 | 1964 1965 | 1965 1966 | 1966 1967 | 1967 1968 | 1968 1969 | 1969 1970 | 1970 1971 | 1971 1972 | 1972 1973 | 1973 1974 | 1974 1975 | 1975 1976 | 1976 1977 | 1977 1978 |
| --------------------- | --------- | --------- | --------- | --------- | --------- | --------- | --------- | --------- | --------- | --------- | --------- | --------- | --------- | --------- | --------- | --------- | --------- | --------- | --------- |
| Världsmästerskapen    | –         | 9         | 11        | 6         | 5         | 6         | 16        | –         | 7         | –         |           |           | 4         | 4         |           | 5         | 9         | 6         | –         |
| Belgiska mästerskapen | 7         | –         |           |           |           |           |           | –         |           | –         |           |           |           |           |           | –         |           |           | 4         |